# Cerro Azul (núi lửa Chile)
Cerro Azul (màu xanh đồi theo tiếng Tây Ban Nha), đôi khi được gọi là Quizapu, là một núi lửa dạng tầng đang hoạt động ở khu vực Maule của miền trung Chile, ngay phía nam của Descabezado Grande. Một phần của khu Nam núi lửa của dãy Andes, nó cao 3.788 mét (12.428 ft) và được giới hạn bởi một miệng núi lửa ở đỉnh 500 mét (1.600 ft) và mở rộng về phía bắc.
Cerro Azul đã tạo ra một số lớn nhất Nam Mỹ phun trào ghi lại, vào năm 1846 và 1932. Năm 1846, một vụ phun trào dữ dội hình thành miệng phun tại trang địa điểm của miệng núi lửa Quizapu ngày nay trên sườn phía bắc của Cerro Azul và gửi dung nham chảy xuống hai bên của núi lửa, tạo ra một lĩnh vực dung nham 8-9 cây số vuông (3-3,5 vuông dặm) trong khu vực. Nước ngầm và Strombolia giữa năm 1907 và 1932 đã làm thức dậy miệng núi lửa này. Năm 1932, một trong những vụ phun trào lớn nhất của thế kỷ 20 xảy ra tại Quizapu miệng núi lửa và gửi 9,5 km khối (2,3 mi cu) tro bụi vào khí quyển. Lần phun trào gần đây nhất của núi lửa là vào năm 1967.